# Mecynidis
Mecynidis es un género de arañas araneomorfas de la familia Linyphiidae. Se encuentra en África subsahariana.

## Lista de especies
Según The World Spider Catalog 12.0::
- Mecynidis antiqua Jocqué & Scharff, 1986
- Mecynidis ascia Scharff, 1990
- Mecynidis bitumida Russell-Smith & Jocqué, 1986
- Mecynidis dentipalpis Simon, 1894
- Mecynidis laevitarsis Miller, 1970
- Mecynidis muthaiga Russell-Smith & Jocqué, 1986
- Mecynidis scutata Jocqué & Scharff, 1986
- Mecynidis spiralis Jocqué & Scharff, 1986